# Prekocialita a altricialita
Prekocialita a altricialita jsou biologické pojmy, které označující spektrum behaviorální a morfologické vyspělosti mláďat v okamžiku narození. S těmito termíny se pracuje hlavně v souvislosti s ptáky a savci. Prekociální neboli nekrmivý druh je hned po narození poměrně vyspělý a dokáže si sám najít potravu (např. kachny, kiviové, zajíci), zatímco altriciální neboli krmivý druh je po narození jen málo vyvinutý a je plně závislý na mateřské péči (např. vačnatci, pěvci, člověk). Nejedená se o dvě oddělené skupiny, do kterých lze živočichy zařadit, ale spíše o kontinuální škálu, v rámci které často bývá rozlišováno více stupňů (někdy až 8) počínaje superprekocialitou (supernerkmivostí) a konče superaltricialitou (superkrmivostí). Počet stupňů i jejich konkrétní definice se může u různých autorů lišit.
Pojmy prekociální a altriciální nelze zaměňovat s pojmy nidifugní a nidikolní.

## Etymologie
Termín prekocialita má původ v latinském praecox (něco jako „raně dospívající“; termín je odvozen z latinských prae, čili „raně“, a coquere neboli „dozrát“). Pojem altricialita má rovněž latinské kořeny, a sice v novolatinském altriciālis, výrazu s kořeny v latinském altrix („živitel(ka)“).

## Vývoj konceptu

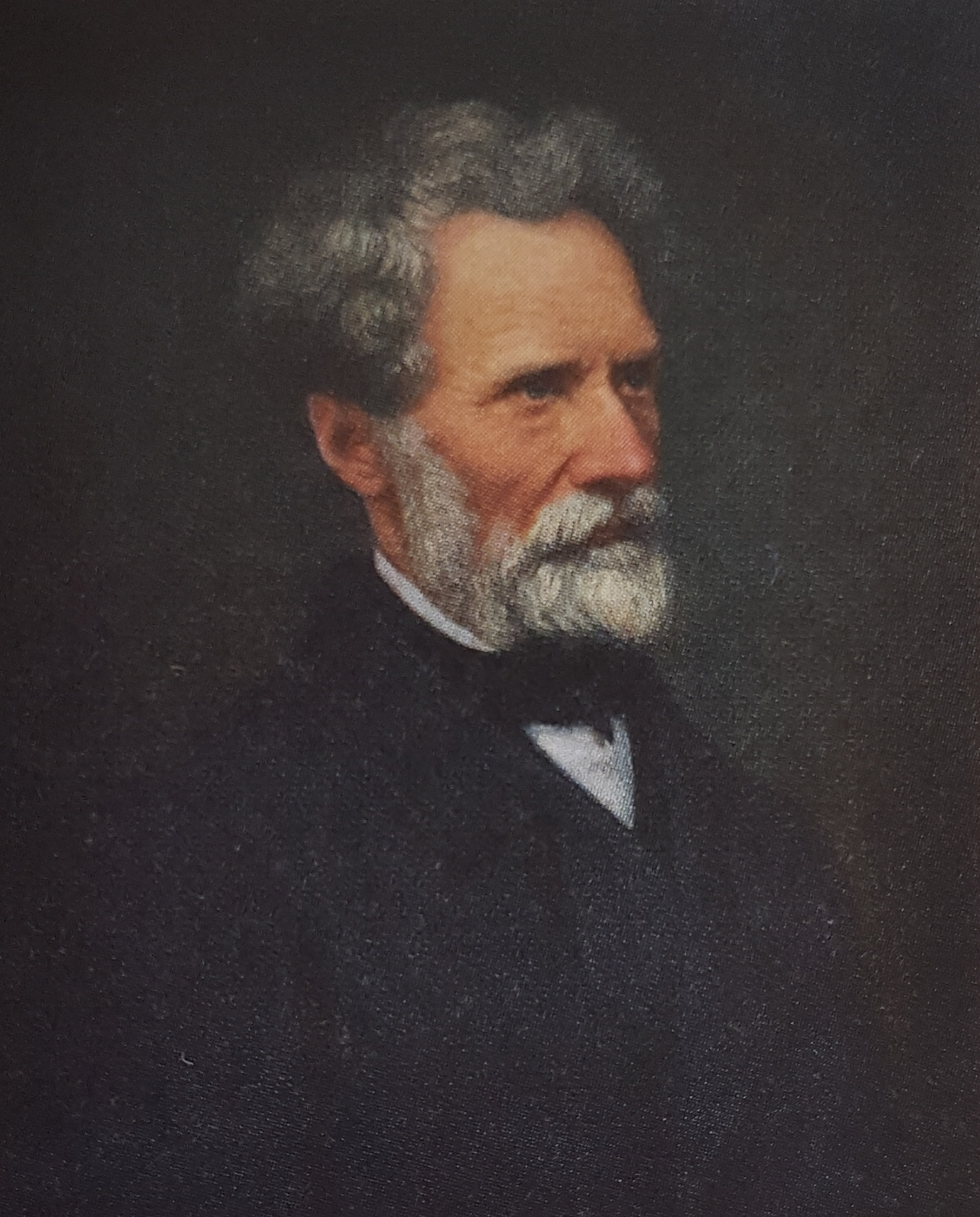
Švédský ornitolog Carl Jakob Sundevall, který je považován za autora škály prekociálních a articiálních živočichů

S konceptem prekociálního a altriciálního spektra přišel švédský zoolog Carl Jakob Sundevall, který ve své studii z roku 1836 hovořil o Aves altrices (altriciální ptáci) a Aves precoces (prekociální ptáci). Sundevall se inspiroval prací německého zoologa Lorenze Okena z roku 1816, kde Oken rozděloval ptáky na Nestflüchter (nidifugní; mláďata opouštějící své hnízdo krátce po narození) a Nesthocker (nidikolní; mláďata zůstávající na hnízdě). Sundevall považoval termíny prekociální a nidifugní, resp. altriciální a nidikolní za synonyma. Postupem času se však jejich význam oddělil a moderní ornitologie používá oba koncepty v odlišných kontextech, i když jejich významy se z velké části překrývají. Termíny prekociální a altriciální primárně odkazují k vývojovému stádiu mláděte, avšak pojmy nidifugní a nidikolní se zaměřují na míru přítomnosti mláďat na hnízdišti. Zatímco všichni nidifugní ptáci jsou prekociální, ne všichni nidikolní ptáci jsou altriciální (tzn. někteří ptáci se rodí poměrně vyvinutí a schopní pohybu, avšak zůstávají na hnízdě).

## Charakteristiky škály
Prekociální mláďata vyžadují minimální mateřskou péči. Rodí se relativně vyspělá a mobilní a dokáží si ihned po narození samy shánět potravu (platí u ptáků), která je případně doplňována mateřským mlékem (platí u savců). Příkladem prekociálních mláďat mohou být kiviové nebo trubkonosí.
Altriciální mláďata jsou po narození neschopná pohybu a jsou závislá na rodičích v oblasti mateřské péče, především shánění potravy. Většina pěvců je altriciální.
Altriciální mláďata ptačích druhů mívají jen málo vyvinuté pohybové orgány a smysly, nicméně vnitřní orgány důležité pro chod metabolismu jako je trávicí soustava, plíce, játra nebo ledviny jsou vysoce vyvinuty. Díky tomu mohou altriciální ptáčata přijímat a zpracovat v prvních týdnech po narození abnormálně vysoké množství potravy, která jim umožní rychlý vývin a růst. Naproti tomu vývojový stupeň orgánů prekociálních ptáčat je mnohem více vybalancován a růst těl po vylíhnutí je jen pomalý a často prekocionálním ptáčatům trvá déle dosáhnout velikosti dospělců, než altriciálním ptáčatům.

### Příklady škál
Prekocialita a altricialita nepředstavují dvě oddělené skupiny, do kterých lze živočichy zařadit, ale spíše se jedná o kontinuální škálu počínaje jedním extrémem a konče extrémem druhým. Často není zcela jasné, kam by bylo přesnější živočicha zařadit. Řada autorů proto začala s podrobnějším dělením spektra a v závislosti na zdroji se tak lze setkat se 2–8 stupni.

#### 8stupňová
Příklad 8stupňového rozdělení prekociálně altriciální škály může představovat škála citovaná v práci ornitologů Roberta Ricklefse a Matthiase Starcka z roku 1998. Jde o škálu podle M. M. Nice, která rozděluje spektrum do 4 hlavních stupňů: prekocialita, semiprekocialita, semialtricialita a altricialita. Prekocialita a semialtricialita se přitom dělí do dalších subkategorií pro jemnější rozlišení. Následující tabulka zachycuje jednotlivé stupně s nejpodstatnějšími znaky daných kategorií.
| Typ ptáčete       | Opeření  | Oči      | Přítomnost na hnízdě       | Rodičovská péče                         | Příklad                            |
| ----------------- | -------- | -------- | -------------------------- | --------------------------------------- | ---------------------------------- |
| prekociální 1     | obrysové | otevřené | opouští hnízdo             | žádná                                   | tabonovití                         |
| prekociální 2     | prachové | otevřené | opouští hnízdo             | inkubace vajec                          | kachnovití                         |
| prekociální 3     | prachové | otevřené | opouští hnízdo             | rodiče navádí mláďata ke zdroji potravy | kur domácí, perlička               |
| prekociální 4     | prachové | otevřené | opouští hnízdo             | rodiče krmí mláďata                     | pereplovití, jeřábovití            |
| semiprekociální   | prachové | otevřené | zůstává v blízkosti hnízda | rodiče krmí mláďata                     | buřňáček dlouhokřídlý              |
| semialtriciální 1 | prachové | otevřené | zůstává na hnízdě          | rodiče krmí mláďata                     | buřňák obrovský, buřník georgijský |
| semialtriciální 2 | prachové | zavřené  | zůstává na hnízdě          | rodiče krmí mláďata                     | holubi, kormoráni                  |
| altriciální       | žádné    | zavřené  | zůstává na hnízdě          | rodiče krmí mláďata                     | pěvci                              |

#### 6stupňová
Dalším hojně citovaným rozdělením prekociální-altriciální škály je 6stupňové spektrum amerických ornitologů Franka Gilla a Richarda Pruma. Jejich rozdělení zachycuje následující tabulka:
| Typ mláděte      | Český překlad | Rodičovská péče | Příklady                                                                 |
| ---------------- | ------------- | --- | ------------------------------------------------------------------------ |
| superprekociální | supernekrmivá | Žádná. | tabonovití, kachnice černohlavá                                          |
| prekociální      | nekrmivá      | Ptáčata po narození následují rodiče, kteří je vodí za zdroji potravy.                                                        | kachny, bahňáci, tetřevi, křepelky, pštrosi, kiviové                     |
| subprekociální   | vodivá        | Ptáčata po narození následují rodiče, kteří je krmí.                                                                          | chřástali, potápky, jeřábi, potáplice, někteří hokovití a bažanti        |
| semiprekociální  | polokrmivá    | Ptáčata jsou schopna termoregulace, avšak zůstávají na hnízdě, kde je krmí rodiče.                                            | rackovití, rybáci, tučňáci, alky, někteří trubkonosí                     |
| semialtriciální  | prvokrmivá    | Ptáčata zůstávají na hnízdě, i když jsou fyzicky schopna hnízdo opustit pár hodin po vylíhnutí. Krmí a vychovávají je rodiče. | jestřábi, volavky, lelkovití, albatrosi, seriemovití                     |
| altriciální      | krmivá        | Mláďata se rodí holá, slepá a plně závislá na rodičích.                                                                       | zpěvní, datli, kolibříci, vlaštovky, trogoni, ledňáčci, holubi, papoušci |

### Extrémní konce spektra

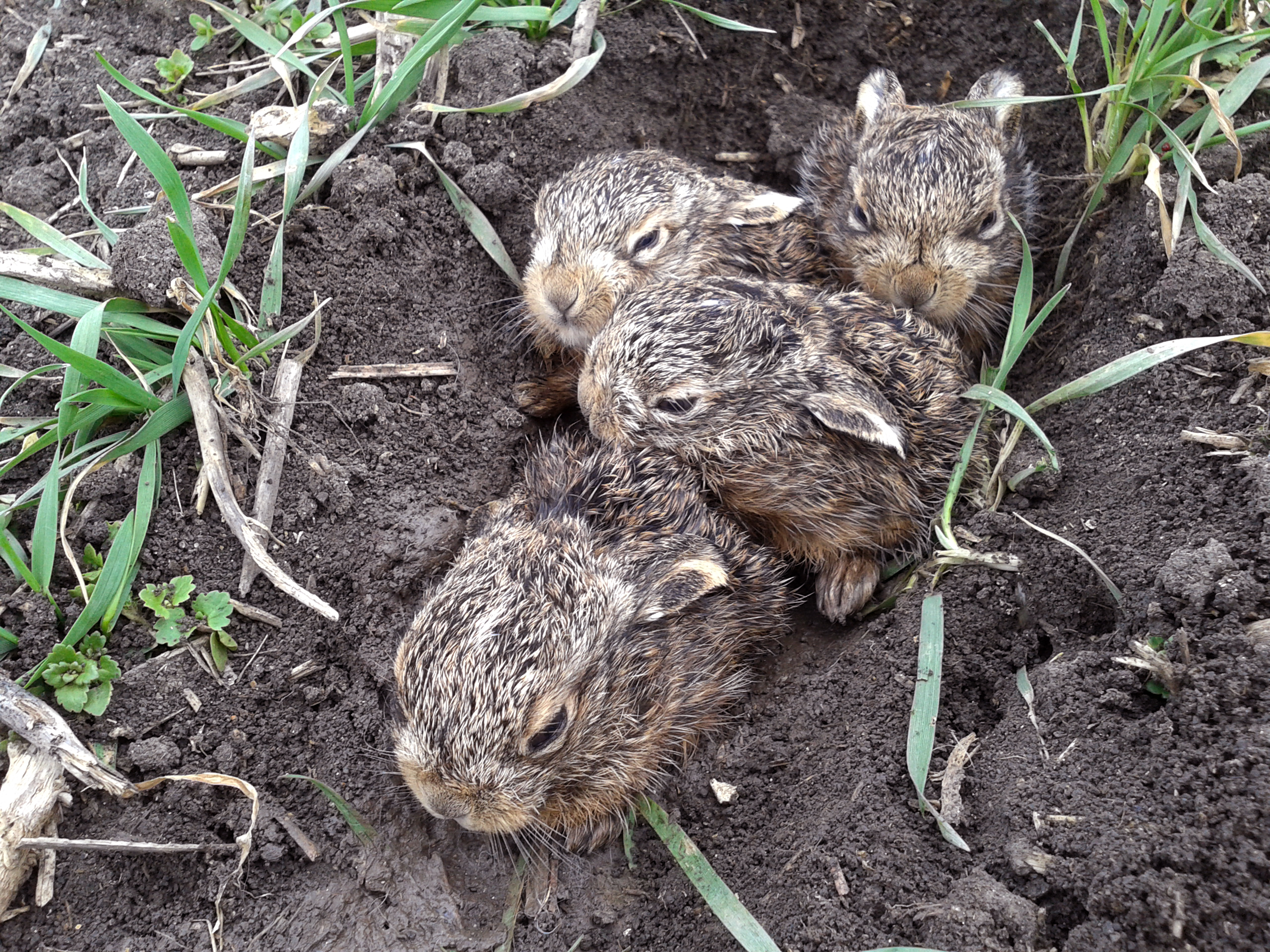
Zajíčci polní krátce po narození opouští rodnou noru, což je patrně adaptační mechanismus na nedostatečné obranné schopnosti nory vůči predátorům

Extrémně prekociální druhy se nazývají superprekociální. Příkladem mohou být tabonovití, kteří se rodí s plně vyvinutými letkami a některé druhy tabonů jsou dokonce schopny létat již v den narození, nebo některé druhy kachen (např. kachnice černohlavá). Podobně i druhohorní zástupci skupiny Enantiornithes byli superprekociální. Superprekocialita se vyskytuje i u savců, a to zvláště v případech evolučních tlaků vyžadující mobilitu a nezávislost od raných dní po narození. Mláďata pakoňů žíhaných se dokáží postavit v průměru již po 6 minutách po narození, po 30 minutách dovedou chodit a již den po narození dokáží běžet rychleji než hyeny. Extrémní prekocialita zvýhodňuje pakoně oproti jiným místním přežvýkacům a přispívá k tomu, že pakoni žíhaní jsou v oblastech Serengeti až 100× hojnější než někteří ostatní přežvýkavci.
Občas se lze setkat i s termínem superaltricialita (superkrmivost), což označuje ptáčata, která se rodí holá a se zavřenýma očima. V tabulce výše je tato kategorie reprezentována termínem altricialita, což jen ukazuje, že vždy záleží na autorovi, jakým způsob škálu rozdělí a nadefinuje její jednotlivé stupně.

## Evoluce

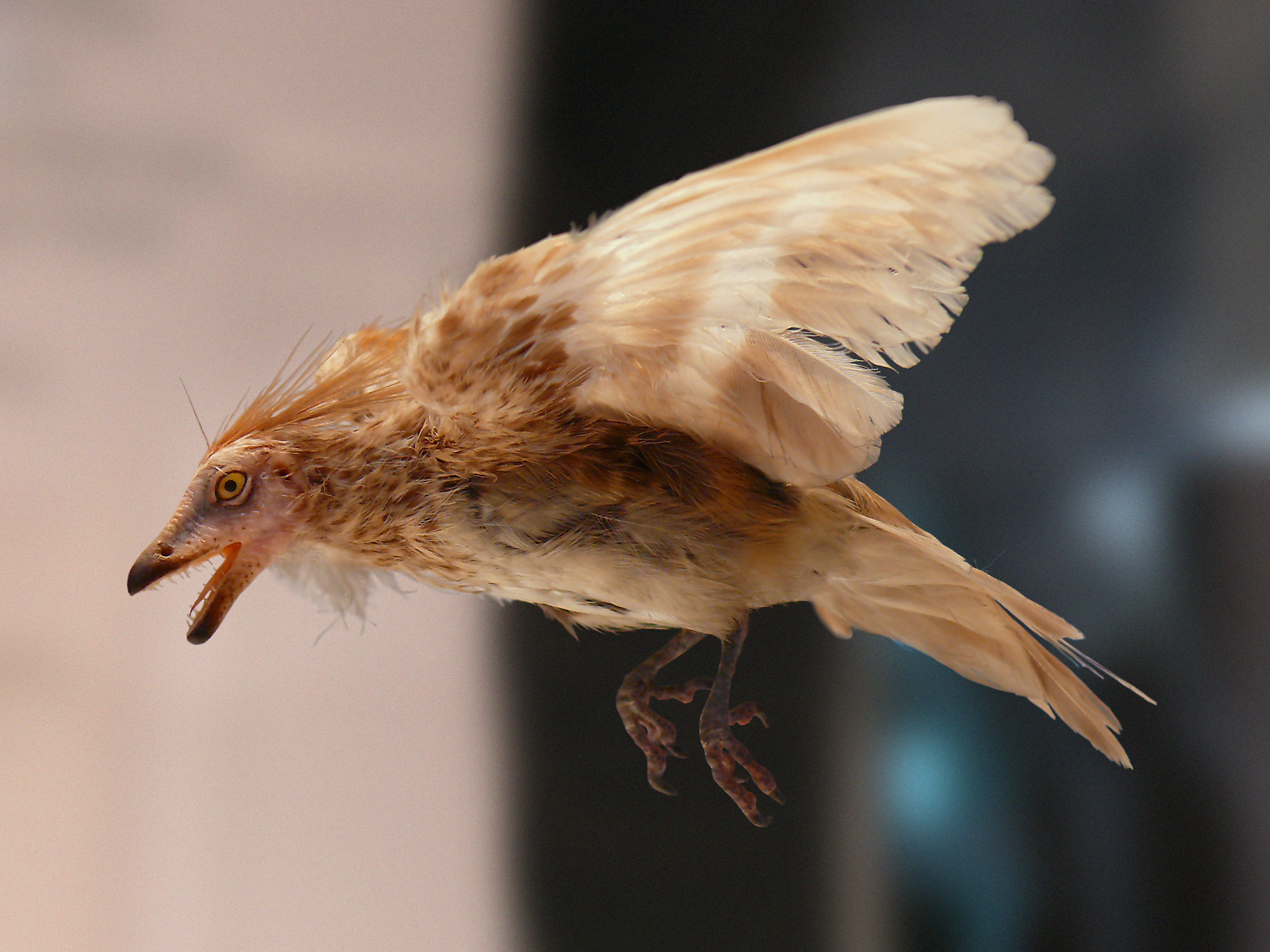
Modelový zástupce Enantiornithes

Evoluční vývoj prekociality a altriciality u ptáků je spjat se dvěma klíčovými environmentálními aspekty, a sice dostupností potravy a tlaku predátorů. Prekocialita klade vysoké nároky na samice na sehnání dostatečného množství potravy pro vývoj vysoce výživného vejce, ve kterém dojde k plnějšímu vývoji jedince než je tomu u altriciálních druhů. Obecně platí, že proporční množství žloutku ve vejci roste s mírou prekociality druhu. Žloutek má totiž několikanásobně vyšší výživovou hodnotu než bílek. Zatímco vejce prekociálních druhů jsou ze 35 % složeny ze žloutku, u altriciálních druhů žloutek představuje pouze kolem 20 % obsahu. Krajními příklady z obou částí spektra mohou být vejce tabonovitých a vejce kiviů, která obsahují přes 60 % žloutku, zatímco vejce některých altriciálních pěvců obsahují pouze 15 % žloutku. Samice altriciálních ptačích druhů tedy sice nečelí tlaku na shánění potravy v době tvorby vejce, nicméně tento tlak nastává po vylíhnutí mláďat, kdy – typicky oba rodiče – musí zajistit dostatek potravy pro jejich bezmocná mláďata až do doby osamostatnění. Altriciální mláďata bývají extrémně náchylná predaci a i v obraně před predátory závisí na rodičích. Mláďata prekociálních druhů mívají sice stále omezené, avšak mnohem lepší šance na obranu. Naopak vývoj altriciálních mláďat je mnohem rychlejší, trvá obvykle pouze několik týdnů. Z vývojového hlediska je u ptáků primární prekocialita, altricialita se vyvinula později.